# Museo de la Evolución Humana
El Museo de la evolución humana, también conocido por sus siglas MEH, está situado en la ciudad española de Burgos y ha sido diseñado por el arquitecto Juan Navarro Baldeweg. En el solar sobre el que se edificó estuvo en siglos pasados el desaparecido convento de San Pablo de Burgos, de la orden de los dominicos.
Forma parte de la red de museos regionales de Castilla y León, junto con los museos de la Siderurgia y la Minería de Sabero (León), de Arte Contemporáneo de León y Etnográfico de Zamora.
Desde su inauguración el 13 de julio de 2010, y hasta el día 8 de julio de 2011, el museo recibió un total de 279 000 visitantes, convirtiéndose así en el museo más visitado de Castilla y León, y acercándose al 10.º museo más visitado de España. 
Constituye la pieza central del Complejo de la Evolución Humana. Arquitectónicamente, el museo ha recibido más de 40 premios nacionales e internacionales.
El Museo fue integrado en la declaración de los yacimientos de Atapuerca como Patrimonio de la Humanidad en 2015, cuando se catalogaron por la UNESCO como «lugar de valor universal excepcional» y se incluyeron las infraestructuras de investigación y divulgación asociadas a los yacimientos.

## Objetivo
El proyecto nace vinculado a la necesidad de conservar, inventariar y divulgar los restos arqueológicos procedentes de los yacimientos de la sierra de Atapuerca, constituyendo un referente internacional en relación con el proceso evolutivo del hombre en sus aspectos ecológicos, biológicos y culturales en secuencia cronológica.

## Arquitectura

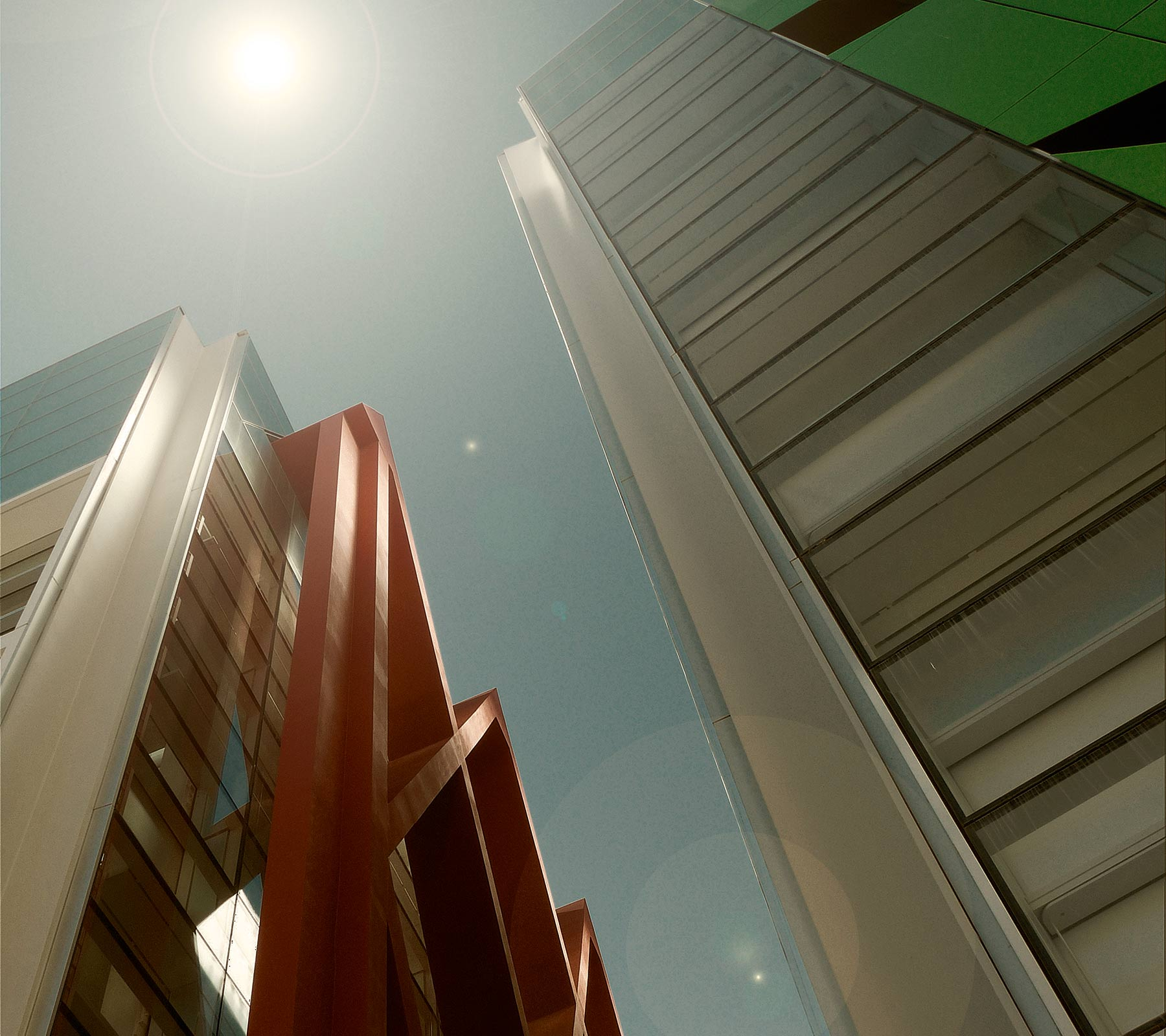
Vista exterior del museo

Se trata de un edificio de amplias dimensiones, de planta rectangular, recubierto en su mayor parte de cristal.
En las fachadas este y oeste, posee una estructura metálica de color rojizo, que constituye uno de los símbolos del museo y del Complejo de la Evolución Humana, del cual forma parte central.
El acceso al museo se realiza a nivel elevado, a través de una rampa a la que se accede por el Paseo de Atapuerca, una amplia zona peatonal con jardines, árboles y que permite bajar directamente a la ribera del río Arlanzón.
Una de las principales ventajas de usar cristal en los recubrimientos, es que se consigue un edificio muy luminoso por dentro, lo que da más sensación de amplitud y disminuye el gasto energético.
La museografía del espacio fue encargada a la empresa Empty y la integración de los sistemas audiovisuales aplicados al proyecto museográfico fue ejecutada por Sono Tecnología Audiovisual. El museo cuenta con más de 25 proyecciones de gran formato, proyección circular de 360°, pantallas interactivas y más de 50 fuentes de vídeo. Todos los sistemas están controlados y automatizados, así como sincronizados con efectos especiales.

## Distribución interior
El proyecto de paisajismo interior recrea la escenografía de la sierra de Atapuerca. En la parte superior de las pastillas se recrean algunos aspectos de la sierra.
La planta -1 se concibe como el corazón del museo. Un único espacio expositivo en el que se ubica el complejo arqueológico-paleontológico de los yacimientos de la Sierra de Atapuerca. El visitante puede encontrar una reproducción de la Sima de los Huesos como un modelo tridimensional y didáctico. En el interior de la primera pastilla se ubica Homo antecessor y los yacimientos de Gran Dolina y Sima del Elefante. Expone las principales piezas encontradas en Atapuerca, como el cráneo conocido como «Miguelón», el fragmento de cráneo denominado «Agamenón», la pelvis bautizada como «Elvis» y el bifaz «Excalibur».
La planta 0 está dedicada a la teoría de la evolución de Charles Darwin y a la historia de la evolución humana. En esta planta se encuentran diez hiperrealistas reproducciones de antepasados del ser humano, realizadas por la escultora francesa Elisabeth Daynès, que corresponden a:
- Australopithecus afarensis.
- Australopithecus africanus.
- Paranthropus boisei.
- Homo habilis
- Homo georgicus.
- Homo ergaster.
- Homo antecessor.
- Homo heidelbergensis.
- Homo neanderthalensis.
- Homo rhodesiensis.

También en esta planta se encuentra la reproducción de la popa del HMS Beagle, barco en el que Darwin hizo su famoso viaje de casi 5 años alrededor del mundo, en el que principalmente visitó las islas Galápagos. En esta planta el visitante puede encontrar las características exclusivas de los humanos entre las que se destaca el cerebro.
La planta 1 expone, desde un punto de vista funcional, por qué somos tan iguales al cazador - recolector de hace 9000 años, y sin embargo, tan diferentes. El acceso a la planta de la cultura se realiza desde las rampas mecánicas. En esta planta se repasan los diferentes hitos de la evolución de la cultura.
La planta 2 se recrean los tres ecosistemas fundamentales de la evolución humana: la selva, la sabana y la tundra-estepa de la última glaciación.
|                                                                                 |
| Grupo escultórico Camino de la Evolución, de Casto Solano, con el MEH de fondo. |

|                                                                            |
| Recreación del paisaje de la Sierra de Atapuerca en el interior del museo. |

|                                                                                           |
| Recreación de la Sierra de Atapuerca y en su interior la sala de los fósiles de homínido. |

|                                                   |
| Restos originales de Homo antecessor en el museo. |

|                                                    |
| Recreación interactiva de una excavación en curso. |

## Sistema Atapuerca
El museo está dentro del denominado Sistema Atapuerca, que incluye diversas visitas fuera del Complejo de la Evolución Humana.

### Yacimientos de Atapuerca
Existe un bus lanzadera que lleva a los visitantes a recorrer los yacimientos de Atapuerca.

### Centro de Interpretación de Atapuerca
Junto a los yacimientos, se encuentra un amplio Centro de recepción de visitantes, que añaden más contenido a la visita.

### Mina de la Esperanza
En 2013, se incluyen en el sistema las visitas a unas antiguas minas de hierro situadas en la zona de Atapuerca. Todo el contenido es el original previo a su cierre, que data de mediados de 1974. El recorrido de las galerías es de unos 200 metros.